# オーディン級潜水艦
オーディン級潜水艦（Odin-class submarine）は1920年代に建造されたイギリス海軍の潜水艦。全艦が「O」で始まる名前を持っていたため、O級潜水艦（O-class submarine）ともいわれる。プロトタイプの「オベロン」に続いて建造された2隻はオーストラリア海軍向けのものであったが、オーストラリアの経済状況が悪かったため1931年にイギリス海軍に引き渡されている。それらに加えて改正型6隻がイギリス海軍向けに建造された。また、チリ海軍向けにも改型3隻が建造された（カピタン・オブライエン級潜水艦）。

## 設計
オーディン級は老朽化したL級潜水艦を代替するため建造された。
理論上の潜航可能深度は500フィート (150 m)であったが、500フィート (150 m)を超える潜航試験は公式には行われなかった。
兵装は21-インチ (533 mm)魚雷発射管8門（艦首6、艦尾2）と4-インチ (102 mm)砲1門であった。
船体はサドルタンク（半複殻）式を採用しており、燃料はリベット接合の外部燃料タンクに入れられていたが、これは爆雷攻撃を受けると燃料漏れが発生し潜水艦の位置露呈につながるものであった。
オーディン級にはイギリス海軍で初めてASDICおよび潜望鏡深度で使用可能な超短波無線が搭載された。

## 同型艦一覧

### 第1グループ

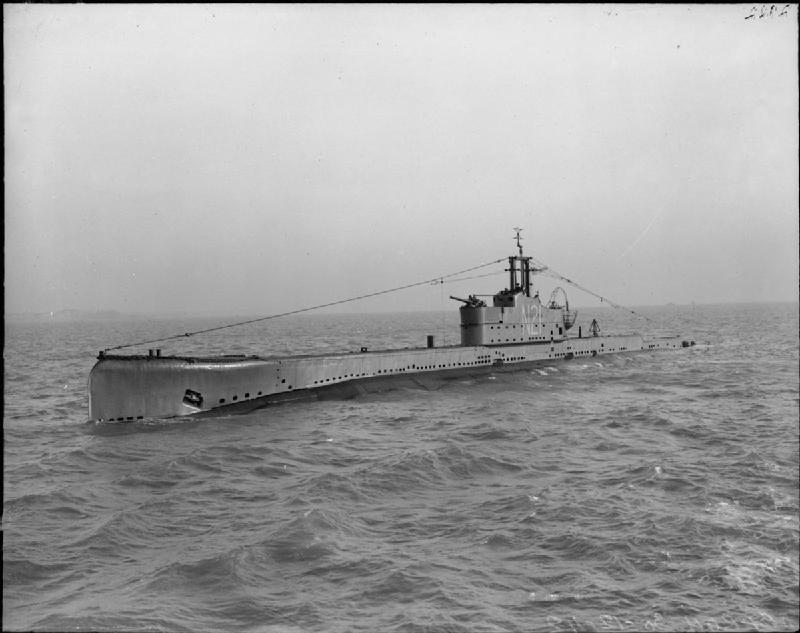
「オベロン」。本艦はイギリス海軍潜水艦で初となる116型ASDICなどを装備した。

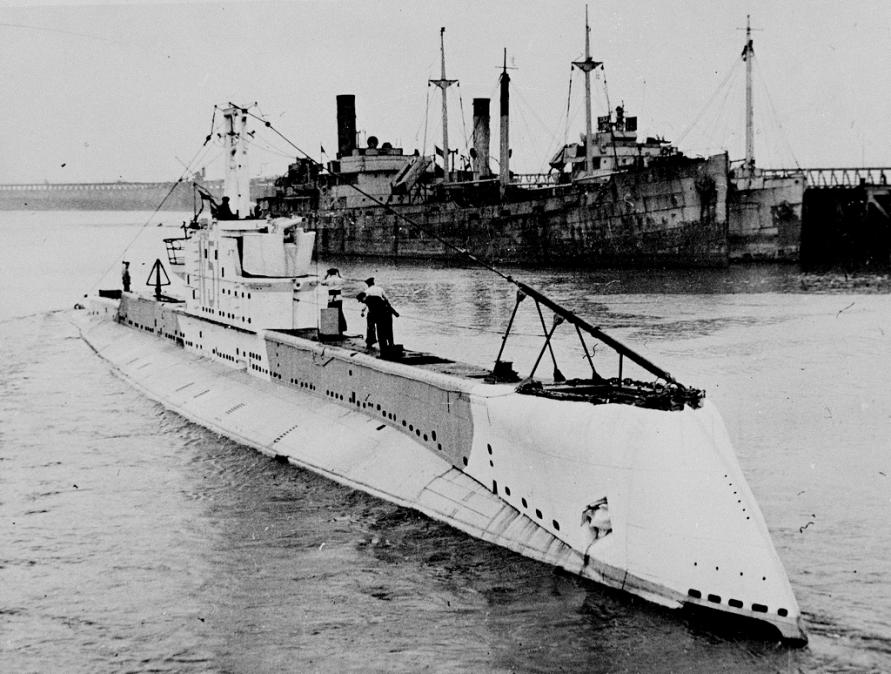
1931年の「オトウェイ」。「オベロン」と異なる艦首形状に注意。

L級潜水艦を置き換えるために1923年度計画で計画された最初のタイプ。「オクスリー」と「オトウェイ」は、当初オーストラリア海軍の「AO-1」及び「AO-2」として建造されたが、同国の財政問題により1931年にイギリス海軍へ移管された。1923年に日英同盟が失効したことで極東における運用が考慮され、艦尾魚雷発射管の装備による雷撃力強化や、上部バラストタンク内の燃料タンク設置による航続距離70パーセント増加といったL級潜水艦からの大幅な強化が行われている。船体も大型化しており、水上排水量が約350トン増加している反面速力は約2ノット低下した。
「オベロン」はイギリス海軍潜水艦で初めてASDICを装備したほか、水中聴音機、方向探知機なども搭載されたことで索敵能力が飛躍的に向上した。艦首形状は「オベロン」が垂直で上部が押し広がった「ブル・ノーズ」（牛の鼻）形状なのに対し、オーストラリア海軍向けに建造された2隻は防潜網突破用に衝角に類似した形状でネットカッターを装備している違いがあった。
大戦中は本国近海や地中海で運用され、「オクスリー」は同士討ちで戦没。2隻は大戦後半から練習艦として用いられ、戦後解体された。

#### プロトタイプ
| 艦名                  | 建造所       | 進水          | 最後         |
| --------------------- | ------------ | ------------- | ------------ |
| オベロン (HMS Oberon) | チャタム工廠 | 1926年9月24日 | 1945年解体。 |

#### オクスリー級
| 艦名                        | 建造所                     | 進水          | 最後                                                                                  |
| --------------------------- | -------------------------- | ------------- | ------------------------------------------------------------------------------------- |
| オトウェイ (HMS/HMAS Otway) | ヴィッカース社バロー造船所 | 1926年9月7日  | 1945年解体。                                                                          |
| オクスリー (HMS/HMAS Oxley) | ヴィッカース社バロー造船所 | 1926年9月29日 | 1939年9月10日、ノルウェー近海でイギリス海軍潜水艦「トライトン」の同士討ちにより沈没。 |

### 第2グループ

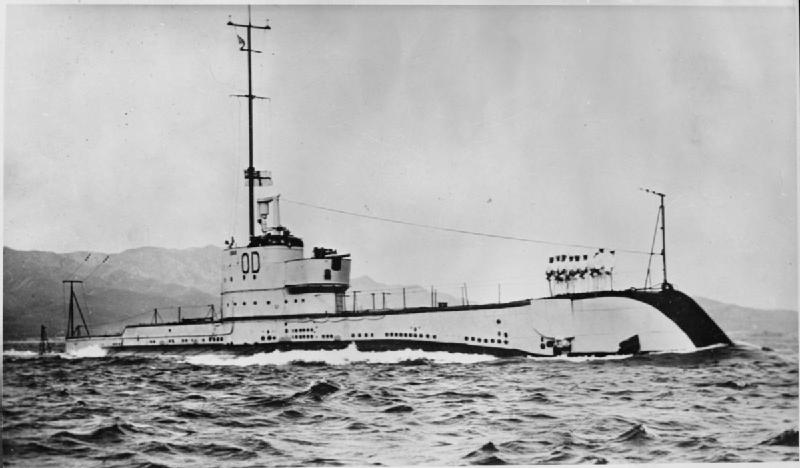
無線兼信号檣を立てて香港沖を航行中の「オーディン」。艦首舷側上部に折り畳み式潜舵が装備されたことが、第2グループの外見上の特徴であった。

第1グループの改良型で、1926年度計画において6隻が建造された。第1グループからから船体を大型化し、ディーゼルエンジンの出力を約50パーセント増強したことで水上速力を17.5ノットまで引き上げ、航続距離も約30パーセント増大させた。水中操作性の改善のため、潜舵の位置を第1グループの艦底から艦首舷側上部の折り畳み式に変更。ほか、燃料タンクを全て内外殻間バラストタンクに設置したり、新型の118型ASDICを装備するといった諸改正が行われた。
水中操作性の悪さや燃料の漏洩はなお不満が残ったものの、当時としては世界的に見ても優秀な潜水艦に仕上がっていた。実用安全潜航深度は70メートルとされていたが、設計上150メートルの潜水が可能であり、「オータス」は110メートルの潜航記録を残している。本級は第二次世界大戦開戦までは主に極東で運用され、その後地中海の激戦に投入されて4隻が戦没した。大戦後半に訓練用へ回された2隻のみが戦争を生き残った。

### オーディン級
| 艦名                        | 建造所                     | 進水           | 最後                                                                                           |
| --------------------------- | -------------------------- | -------------- | ---------------------------------------------------------------------------------------------- |
| オーディン (HMS Odin)       | チャタム工廠               | 1928年5月5日   | 1940年6月14日、ターラント湾でイタリア海軍駆逐艦「ストラーレ」の攻撃により沈没。                |
| オリンパス (HMS Olympus)    | ウィリアム・ベアードモア社 | 1928年12月11日 | 1942年5月8日、マルタを出航直後に触雷沈没。                                                     |
| オーフュース (HMS Orpheus)  | ウィリアム・ベアードモア社 | 1929年2月26日  | 1940年6月19日、イタリア海軍駆逐艦「トゥルビネ」の攻撃により沈没。                              |
| オーサイアリス (HMS Osiris) | ヴィッカース社バロー造船所 | 1928年5月19日  | 1946年9月解体。                                                                                |
| オズワルド (HMS Oswald)     | ヴィッカース社バロー造船所 | 1928年6月19日  | 1940年8月1日、カラブリア沖でイタリア海軍駆逐艦「ウゴリーノ・ヴィヴァルディ」の攻撃により沈没。 |
| オータス (HMS Otus)         | ヴィッカース社バロー造船所 | 1928年8月31日  | 1944年退役後、1946年9月ダーバン沖に海没処分。                                                  |